# Jardin japonais de Hasselt

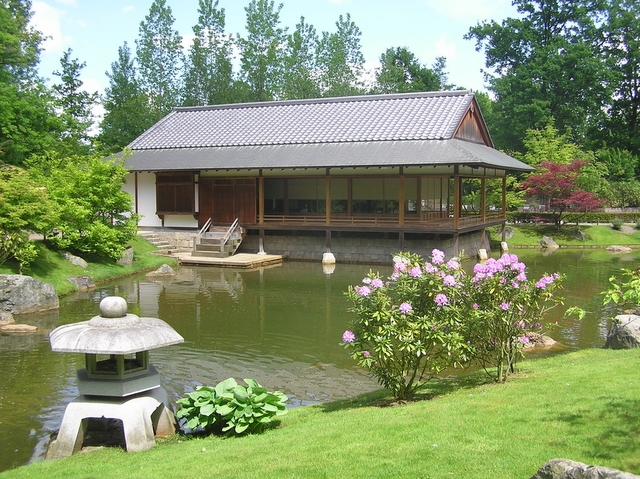
La maison de cérémonie japonaise est faite de matériaux naturels. À l'avant plan, une lanterne de pierre. Elle a été construite d'après le modèle d'une lanterne du temple Senyn-ji de Kyoto.

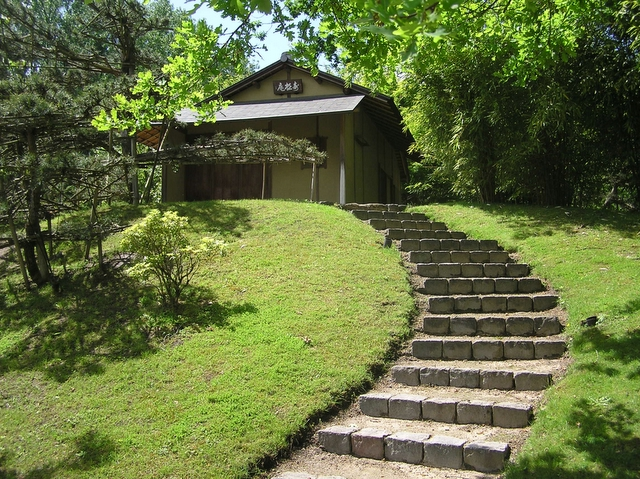
La maison de thé traditionnelle japonaise

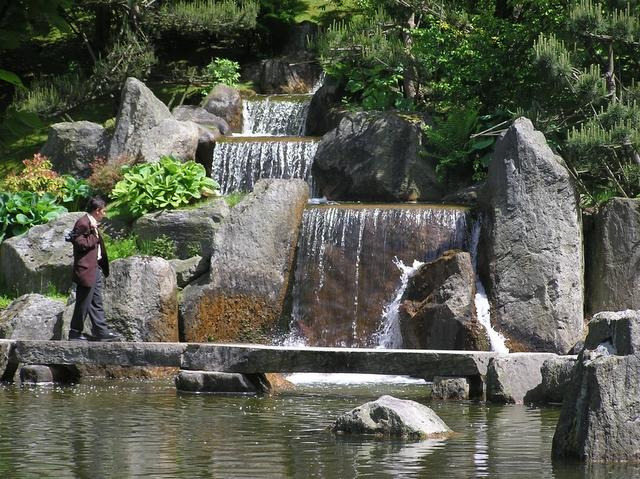
La chute d'eau et ses lignes verticales

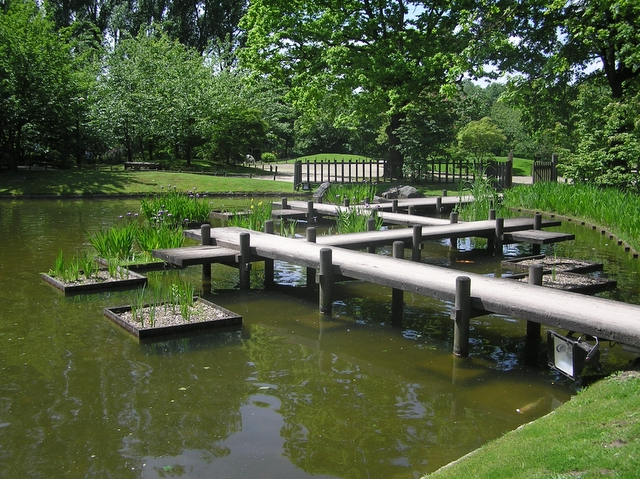
Le pont en zigzag et les plantations d'iris

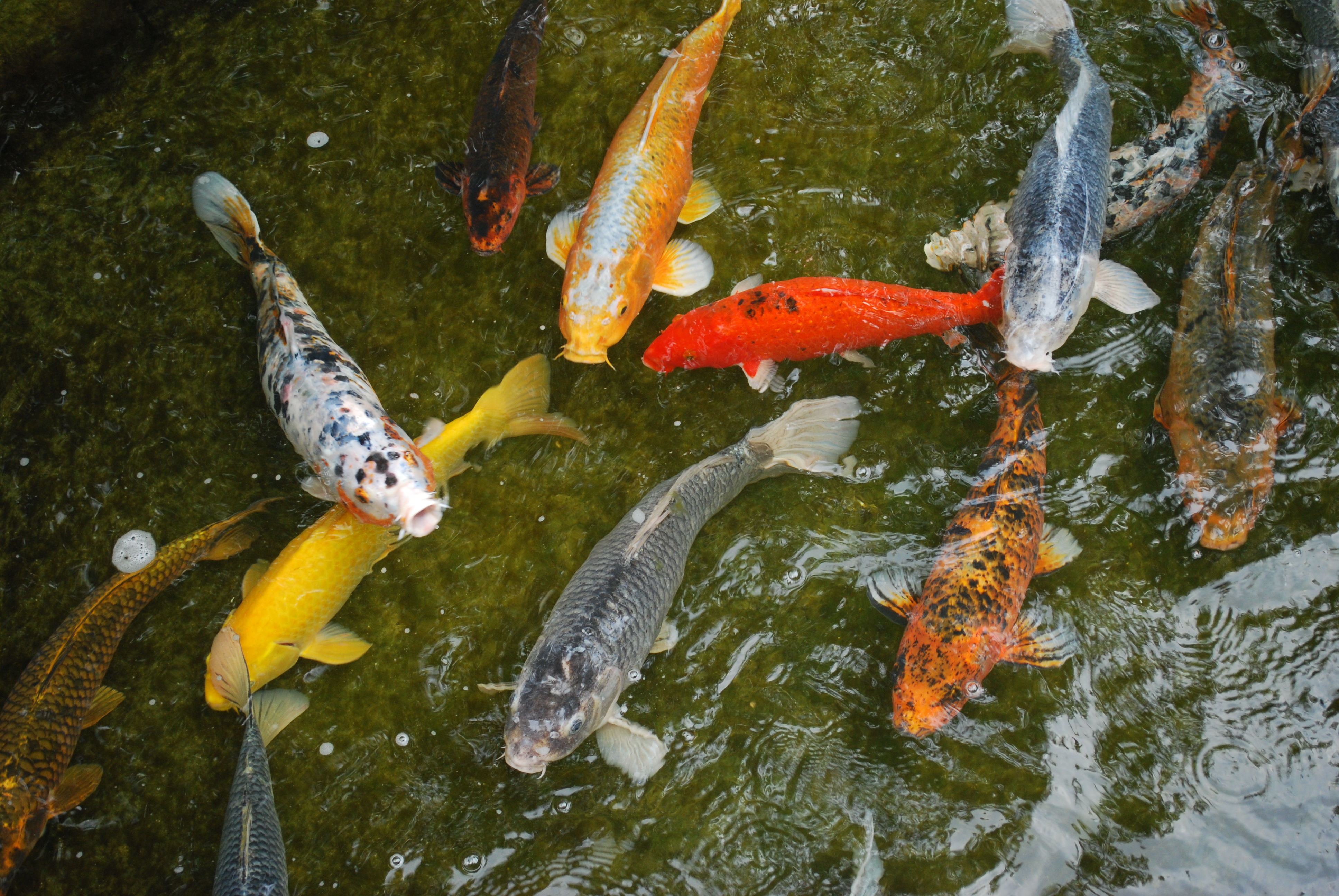
Koïs au Jardin japonais de Hasselt

Le Jardin japonais (nl: Japanse Tuin) de Hasselt en Belgique est le résultat d'une collaboration entre la ville d'Itami (préfecture de Hyōgo au Japon) et Hasselt se déroulant depuis 1985. Hasselt offrit à Itami en novembre 1991 une tour à carillon, et Hasselt se vit offrir un jardin japonais, symbole d'amitié. 
Le jardin japonais est une extension du parc Kapermolen. Avec une superficie de 2,5 hectares.
Trois parties peuvent être distinguées dans le parc qui s'étire en longueur : un espace de transition avec le parc Kapermolen, le jardin japonais proprement dit, agencé autour de la pièce d'eau et des torrents, et la ceriseraie. Cette dernière, d'une superficie d'environ un demi-hectare, comprend une place dégagée et des espaces de pique-nique, et peut accueillir divers événements.

## La maison de cérémonie
La maison de cérémonie 'Korokan', qui signifie "havre de paix pour les voyageurs", est construite en matériaux naturels (pierres naturelles, bois, bambou, argile, papier). Elle est, comme la maison de thé, typique du XVIIe siècle.
Le toit est constitué de tuiles en terre cuite et d'ardoises en cuivre (rouges). Les nombreuses fenêtres offrent une belle vue sur le jardin.

## La maison de thé
La maison de thé est située sur un petit promontoire. Le chemin d'accès serpente le long d'un tapis de mousse paysager. Un élément décoratif important est la lanterne de pierre Oribe (d'après le nom du Maître de thé Furnta Oribe). Présentant en apparence des symboles bouddhistes, elle traite en fait de symboles catholiques, culte interdit à l'époque.
Les fenêtres ne donnent qu'une vue spécifique sur le jardin et offrent une lumière limitée. Caractéristique d'une maison de cérémonie du thé, une fenêtre ronde dans le mur d'argile est faite de brindilles et de treillis attachés aux encadrements extérieurs de bambou.

## La chute d'eau
Les lignes directrices du paysage sont les horizontales et verticales des roches utilisées, renforcées par les parties pierres émergées qui forment un premier plan dans l'eau. Les éclaboussures de l'eau apportent une ambiance sonore apaisante. La chute d'eau est inspirée d'une chute d'eau présente au temple Tenryuji de Kyoto.

## Yatsuhashi
Le pont en zigzag dans le vivier est appelé Yatsuhashi. Il est toujours utilisé dans un « vivier à iris ». Les iris, selon l'usage japonais, sont plantés dans les étangs en mémoire d'un ami décédé.

## Galerie

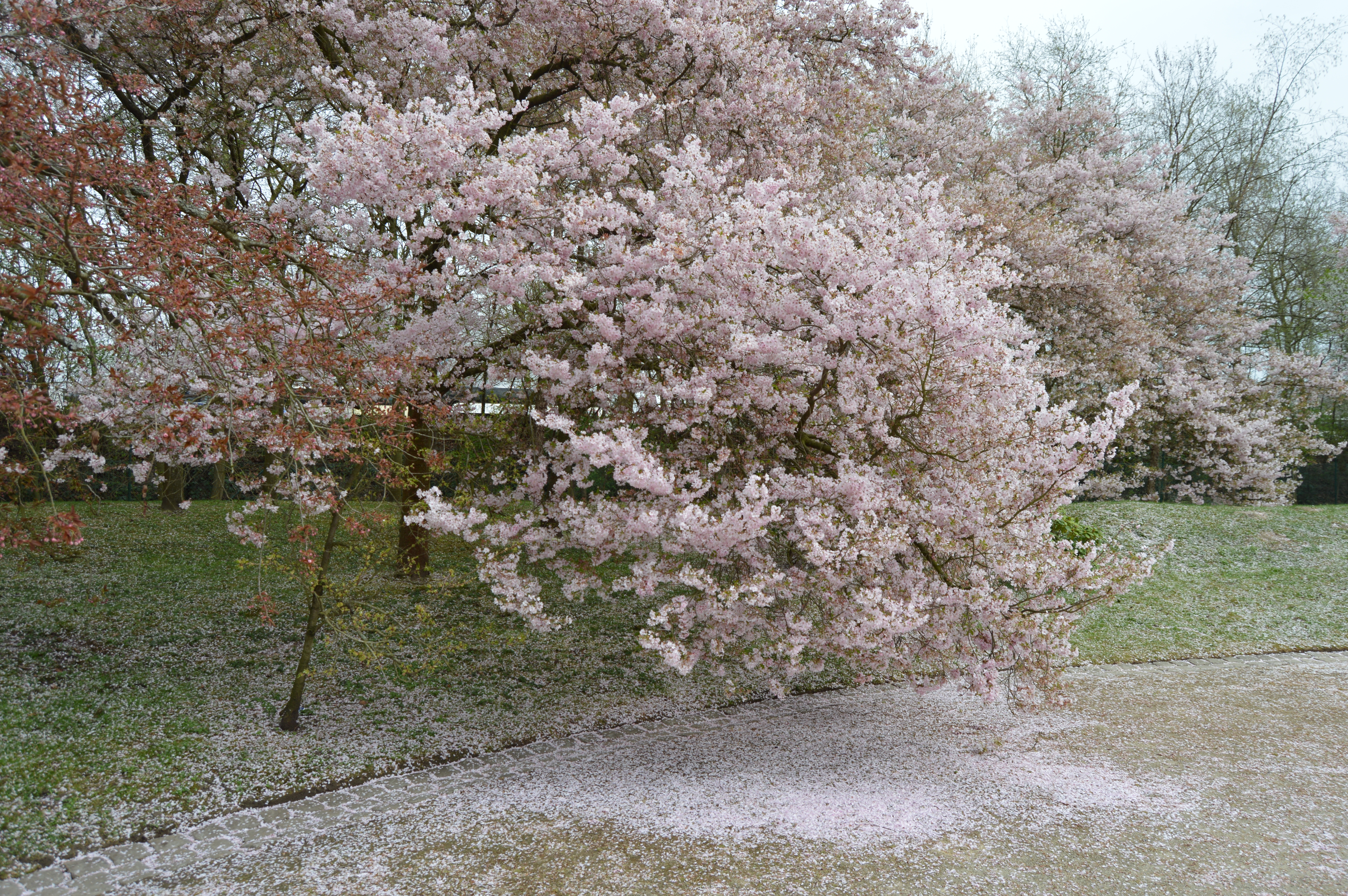
Cerisier du Japon en fleur au printemps
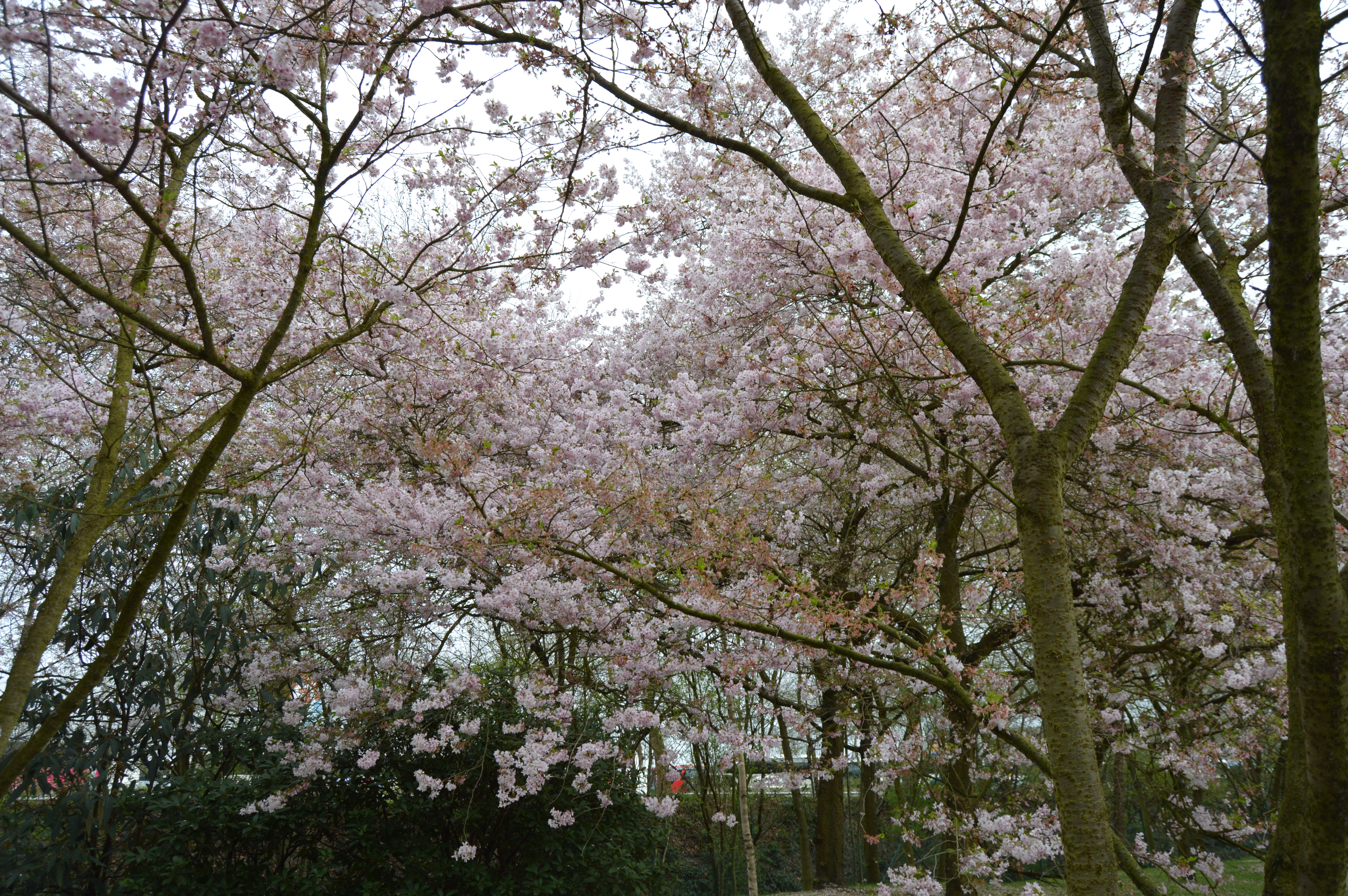
Cerisiers du Japon en fleur au printemps
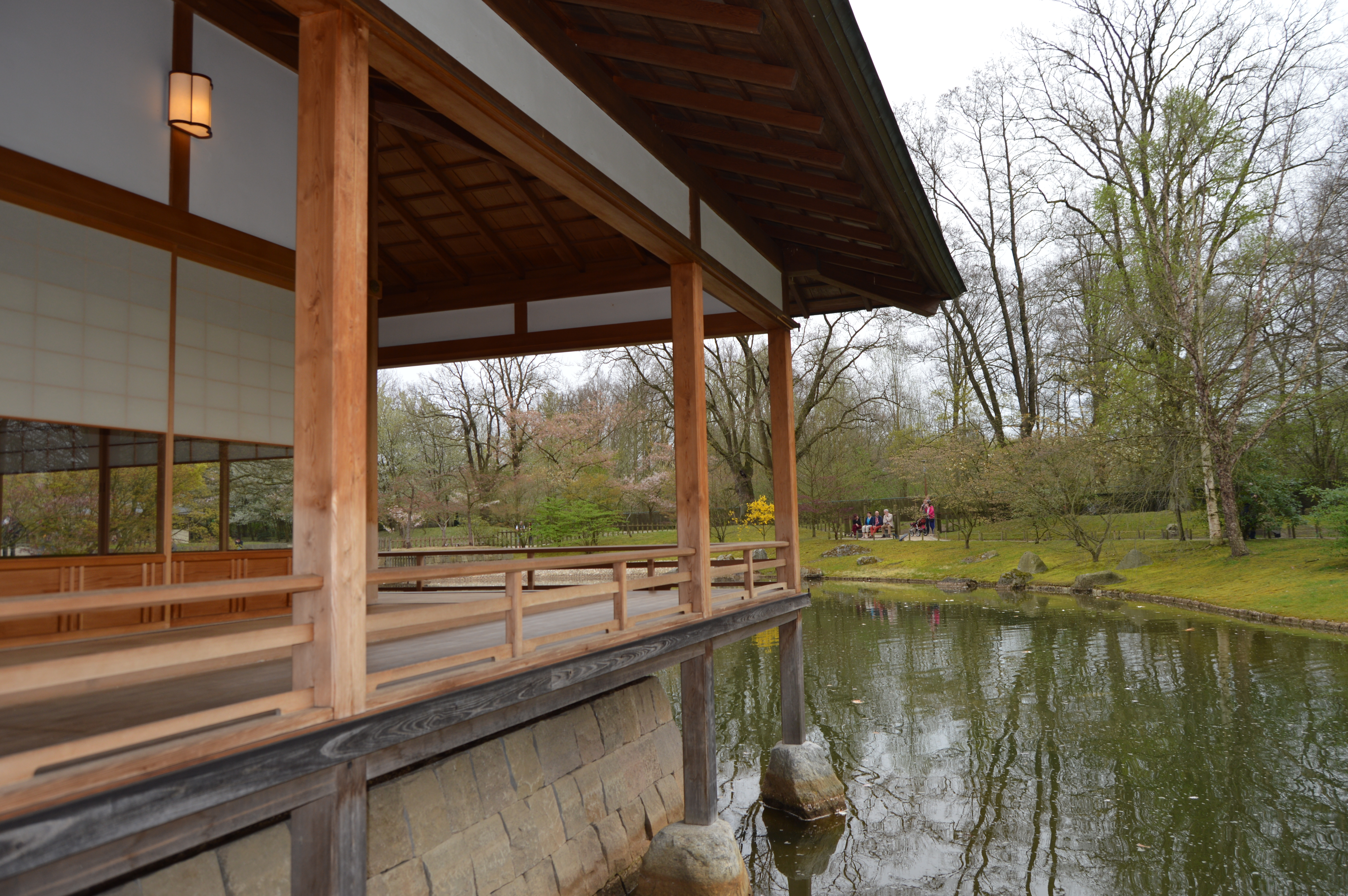
La maison de cérémonie
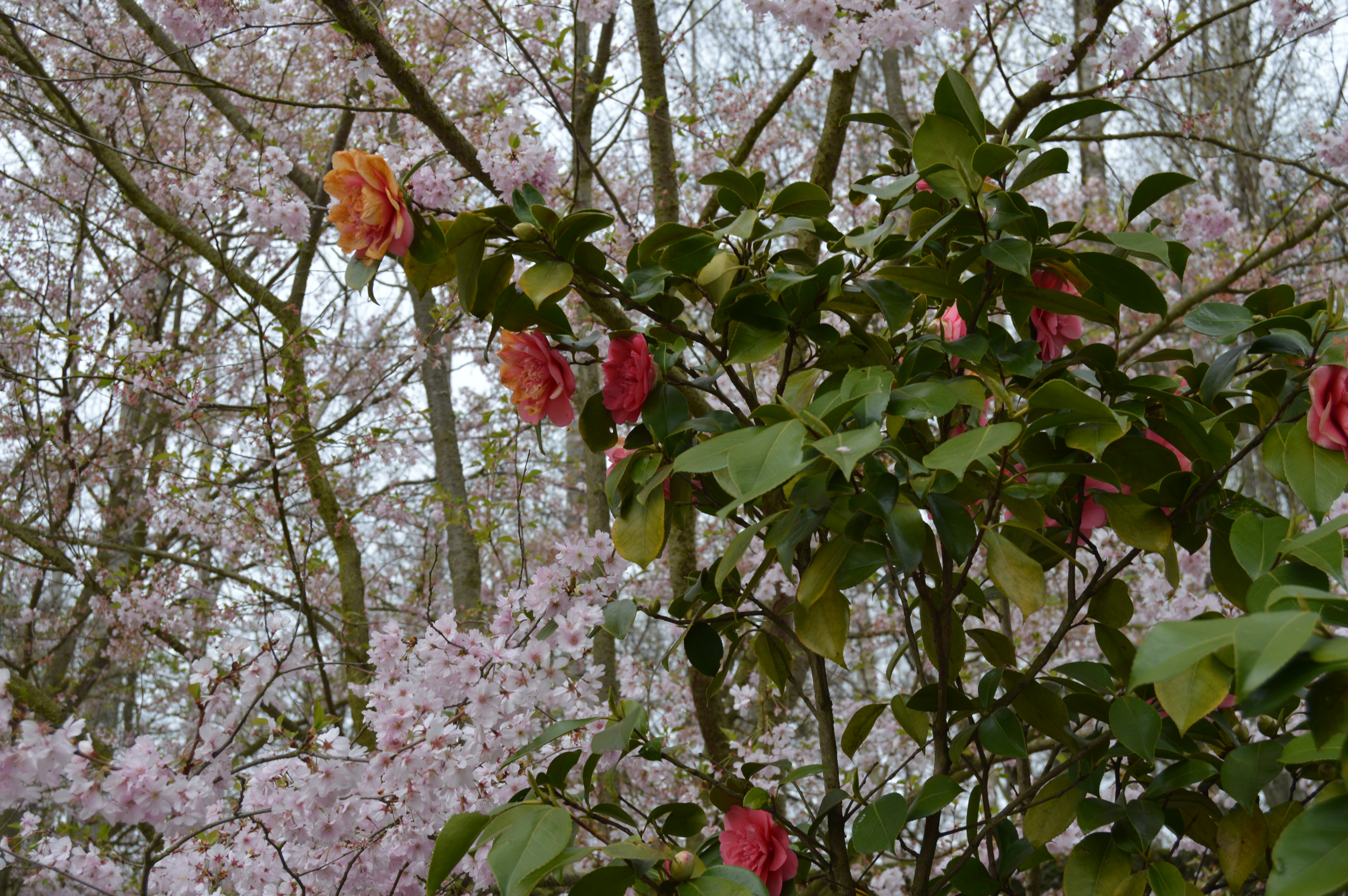
Camélia et cerisier du Japon au printemps
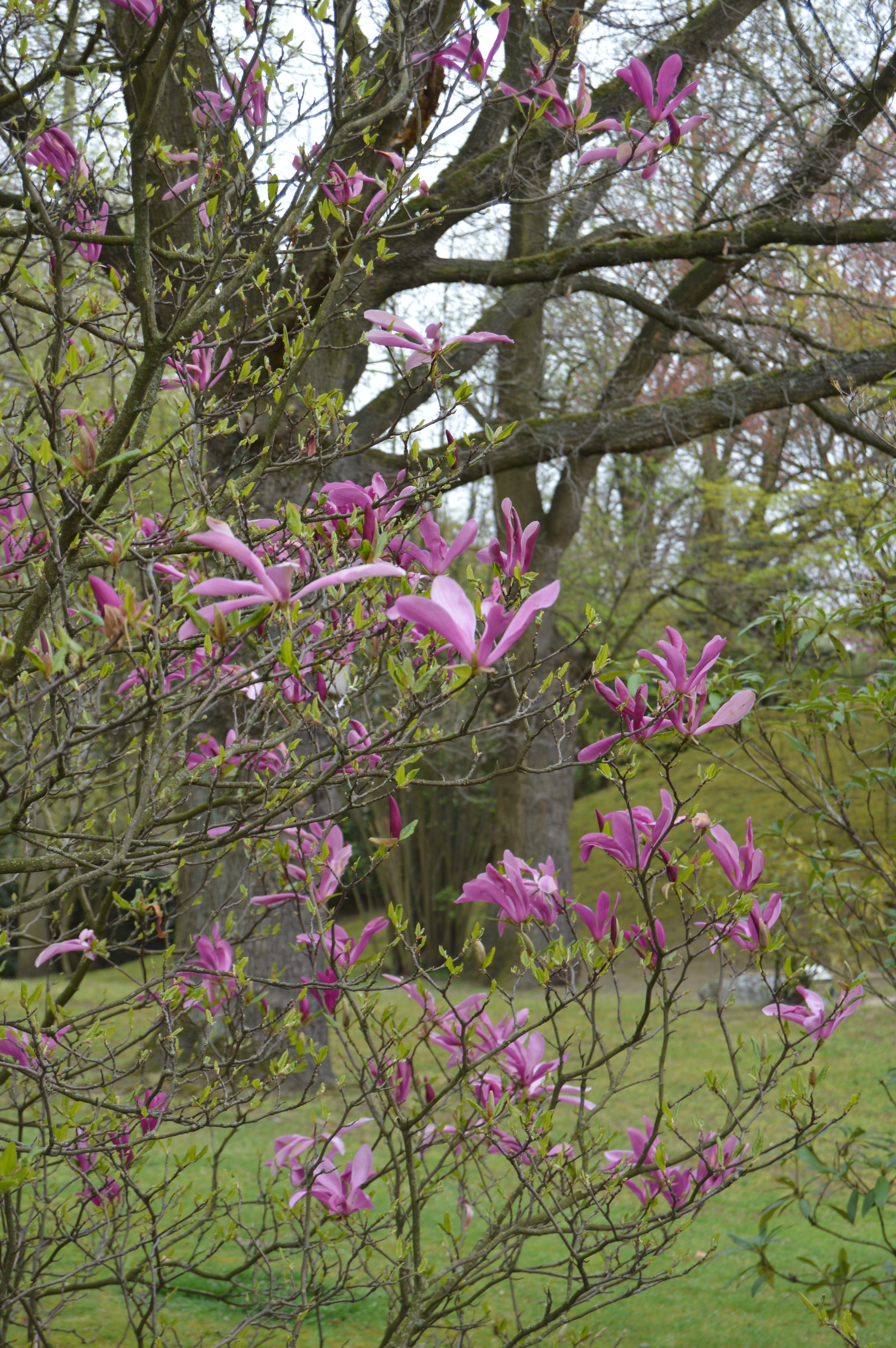
Magnolia au printemps

## Source de la traduction
- (nl) Cet article est partiellement ou en totalité issu de l’article de Wikipédia en néerlandais intitulé « Japanse Tuin (Hasselt) » (voir la liste des auteurs).